# Elbrus Tedeev
Elbrus Tedeev (n. 5 decembrie 1974, Noghir⁠(d), RSFS Rusă, URSS) este un politician ucrainean și fost practicant de lupte ce a reprezentat Ucraina, medaliat olimpic. A participat la 3 ediții ale Jocurilor Olimpice (1996, 2000, 2004) în care a câștigat o medalie de aur și o medalie de bronz.